# Robert Barth (Jurist)
Robert Barth (* 29. September 1886 in Rottweil; † 17. Mai 1959 in Calw) war ein deutscher Jurist.

## Werdegang
Barth studierte Jura in Tübingen, wo er im Wintersemester 1904/05 Mitglied der Akademischen Verbindung Igel zu Tübingen wurde. Barth trat 1919 in den württembergischen Staatsdienst, zunächst als Hilfsrichter, dann in der Innenverwaltung. 1923 wurde er zum Regierungsrat befördert. Von 1929 bis 1931 war er Oberamtmann im Oberamt Balingen und von 1931 bis 1936 Landrat im Kreis Reutlingen.
Von 1951 bis 1953 war er Präsident des Verwaltungsgerichtshofs und des Staatsgerichtshofs Württemberg-Hohenzollern.

## Ehrungen
- 1954: Großes Verdienstkreuz der Bundesrepublik Deutschland